# Birenbach

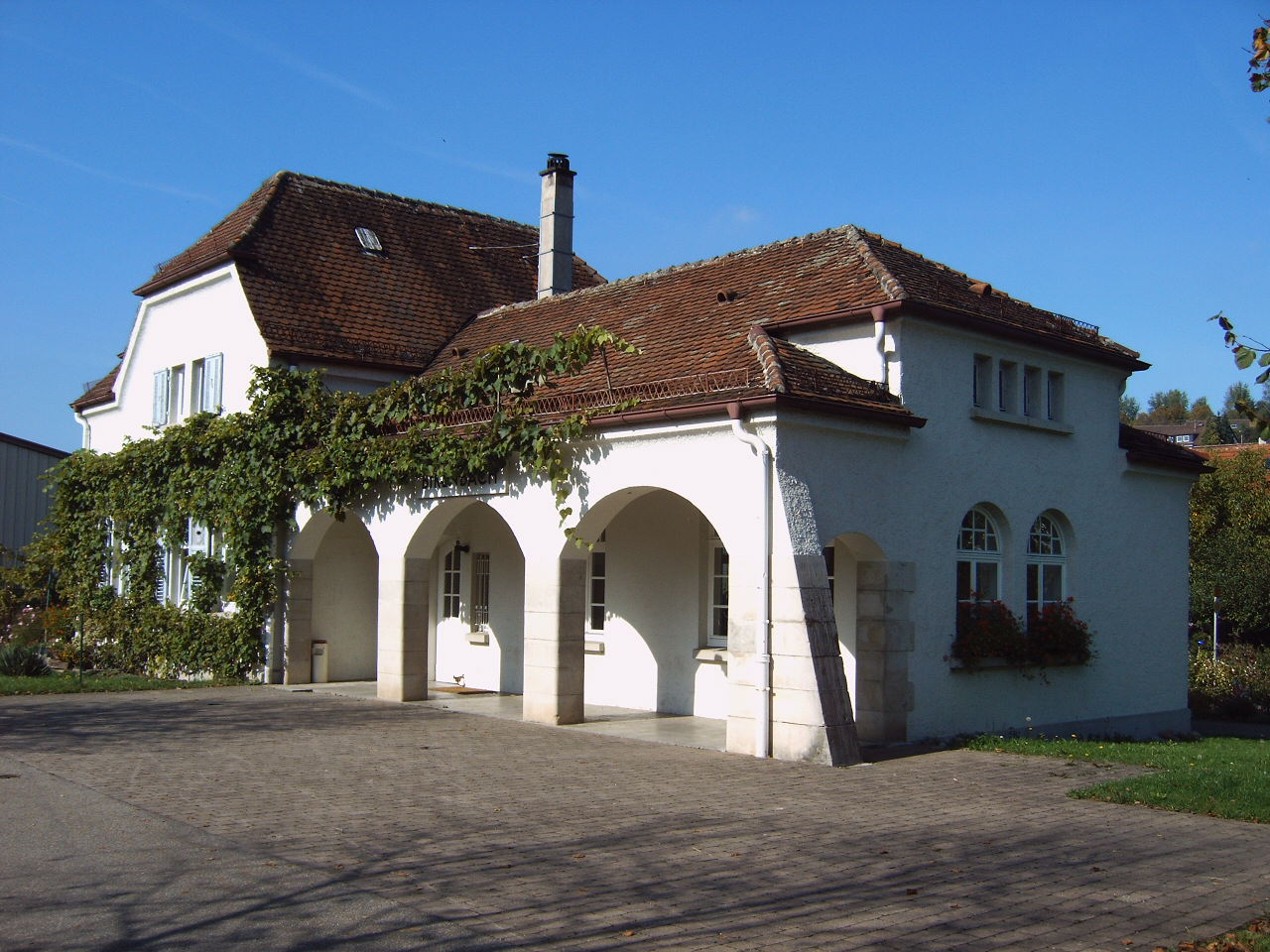
Dawny dworzec kolejowy

Birenbach – miejscowość i gmina w Niemczech, w kraju związkowym Badenia-Wirtembergia, w rejencji Stuttgart, w regionie Stuttgart, w powiecie Göppingen, wchodzi w skład związku gmin Östlicher Schurwald. Leży pomiędzy Schurwaldem a Jurą Szwabską, ok. 6 km na północ od Göppingen, przy drodze krajowej B297.